# Барски, Йосеф
Йосеф Барски (ивр. יוסף ברסקי‎, ?, Одесса, Российская Империя — 1943, Палестина) — архитектор, работавший в Палестине времён британского мандата в первой половине XX века. Один из наиболее известных архитекторов — сионистов, представителей «эрец-исраэльского стиля».

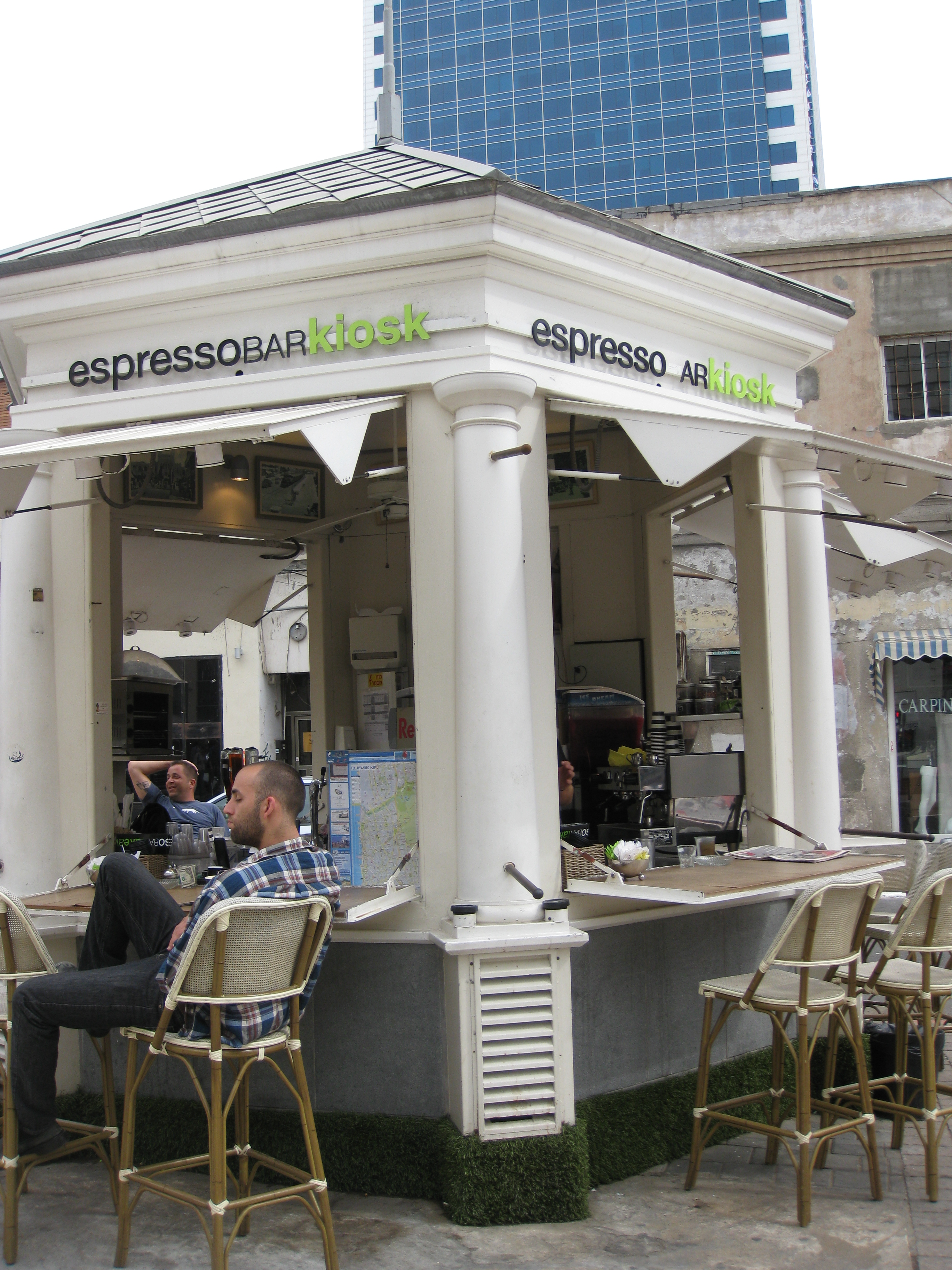
Первый киоск Тель-Авива, построен по проекту Йосефа Барски в 1910 году. Фотография сделана в наши дни.

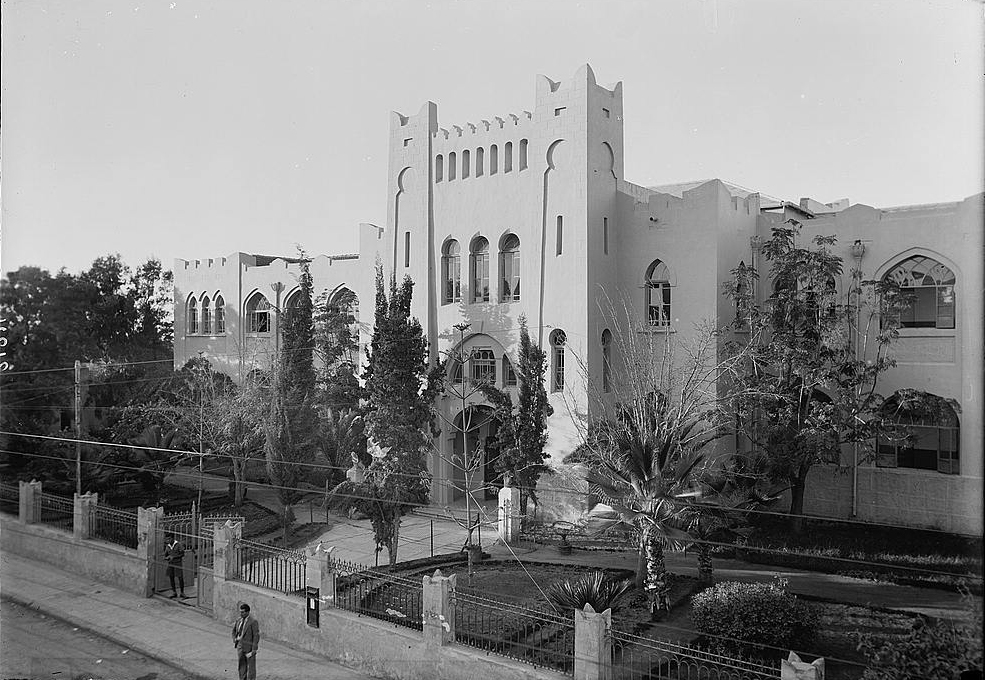
Еврейская гимназия «Герцлия», старое здание, примерно 1936 год

## Биография
Йосеф Барский родился в Одессе. Окончил одесское Художественное училище (с 1965 года Одесское художественное училище имени М. Б. Грекова) и Высшее художественное училище в Петербурге. Репатриировался в Палестину в 1907 г.
Й. Барский не относился к архитектурному «мейнстриму» своего времени, к последователям Баухауса (стиля интернациональной архитектуры), но стремился к национально-оригинальному творчеству. Когда в середине 1920-х Барский попросил, чтобы его приняли в Союз архитекторов, — оказалось, что о нём в Тель-Авиве забыли. При этом перед Первой мировой войной Александр Бервальд считал Барского единственным достойным исполнителем планировавшихся национально-романтических проектов строительства.
В некоторых проектах Барского мотивы Месопотамии (родины Авраама, праотца еврейского народа) вместе с местными арабскими элементами архитектуры сочетаются с архитектурой монументальных европейских зданий.

## Основные проекты и постройки
- Одно из зданий больницы «Бикур-Холим», Иерусалим, 1925.
- Еврейская гимназия «Герцлия», Тель-Авив
- Первый киоск, построенный в Тель-Авиве, в середине бульвара Ротшильда, между улицами Герцль и Нахлат Биньямин[1][2].